# Brett King
Brett King (29 de diciembre de 1920 – 14 de enero de 1999) fue un actor cinematográfico y televisivo de nacionalidad estadounidense, activo entre los años 1949 y 1967. 
King fue conocido por su papel de reparto en once episodios de la serie televisiva emitida por redifusión entre 1958 y 1959 Mackenzie's Raiders, interpretada por Richard Carlson, Morris Ankrum, Jack Ging, y Louis Jean Heydt.

## Biografía
Nacido en Ocean Beach, Nueva York, su verdadero nombre era Bertell King. King luchó como piloto del Cuerpo Aéreo del Ejército de los Estados Unidos en la Segunda Guerra Mundial, siendo condecorado con el Corazón Púrpura y la Cruz de Vuelo Distinguido.
El primer papel de King fue el de Teniente Teiss en la película de 1949 sobre la Segunda Guerra Mundial Battleground, interpretada por Van Johnson, John Hodiak, Ricardo Montalban, y George Murphy. Al siguiente año fue Al 'Kid' Beaumont en State Penitentiary, un drama en el que actuaba Warner Baxter, y en 1951 trabajó junto a John Wayne y Robert Ryan en Infierno en las nubes, film sobre la Batalla de Guadalcanal. Ese mismo año trabajó en otro film bélico, A Yank in Korea, interpretado por Lon McCallister. En 1954 fue Joe Branch en Jesse James vs. the Daltons, cinta en la que actuaban William Tannen y James Griffith.
Para la televisión, King intervino en cinco episodios de Wagon Train entre 1961 y 1963, y en cuatro de las series  Gunsmoke y Dick Powell's Zane Grey Theater. También trabajó cuatro veces en el show western de la NBC Bat Masterson, así como en Dragnet. También actuó en dos entregas de las series The Roy Rogers Show, The Life and Legend of Wyatt Earp, Tombstone Territory y Johnny Ringo. Además, actuó en capítulos de The Adventures of Kit Carson, Shotgun Slade, Black Saddle, Law of the Plainsman, Lawman, Laramie, El virginiano, y Yancy Derringer. 
En 1954, King encarnó al Teniente Charles B. Gatewood en el episodio "Geronimo", perteneciente a la serie Stories of the Century, y que protagonizaba Jim Davis, y en 1960 fue Cassidy en "The Devil's Due", una entrega de la serie western de antología Death Valley Days.
King trabajó en otras muchas series televisivas, destacando sus actuaciones en Alcoa Premiere, Whirlybirds, Rescue 8, Tightrope, Men into Space, Lock-Up, Harbor Command, Highway Patrol, y The Public Defender. Su última interpretación fue con el papel del Mayor Jackson en la serie de la American Broadcasting Company The Green Hornet.
A mediados de los años 1960, King y su mujer, Sharon, dirigieron el Hotel Coral Sands en la Isla Harbour, en Bahamas. El actor falleció a causa de una leucemia en 1999 en Palm Beach, Florida.